# Alpina (automerk)
Alpina is een Duitse automobielconstructeur met een aanbod dat is gebaseerd op BMW-modellen. Alpina is dus geen tuner en de wagens worden geregistreerd als Alpina en dus niet als BMW. Op de motorkap en koffer dragen ze wel nog steeds het BMW-logo, Alpina-logo's zijn op de buitenkant enkel op de velgen en de motor te zien.  De slogan van Alpina was jarenlang: Perfektion im Detail.
Tegenwoordig krijgt elk model het voorvoegsel 'BMW'. De 'B' in de naam van de modellen staat voor benzine en de 'D' voor diesel.

## Geschiedenis
In 1963 bracht BMW de BMW 1800, die een jaar na de BMW 1500 kwam. Deze was veel pittiger dan zijn voorganger, tot teleurstelling van mensen die net een 1500 hadden gekocht. Burkhard Bovensiepen creëerde eenzelfde vermogen bij de 1500 als bij de 1800 door het monteren van een dubbele carburator.
De volgende modellen waren van de 02-reeks en Bovensiepen besloot door te gaan met tuningkits te leveren. De BMW 2002ti was het topmodel van BMW, maar de BMW Alpina 2002 was sneller. In 1973 kwam Alpina met de BMW Alpina 2002tii, die even snel en tegelijk zuiniger was dan het toenmalige topmodel van BMW, de 2002 Turbo.
Vanaf 1968 was het merk aanwezig bij het Europese Toerwagenkampioenschap. In 1970 en 1973 won Alpina dit kampioenschap en in 1970 won het bedrijf ook de 24 uur van Francorchamps. Coureurs die voor Alpina reden zijn onder andere: Derek Bell, Harald Ertl, Hans Stuck, James Hunt, Niki Lauda en Jacky Ickx. In 1978 stopte Alpina met deelname, de voornaamste reden hiervoor was dat het bedrijf ondertussen officiële erkenning genoot als autoconstructeur.
Vanaf 1985 kregen alle modellen een katalysator en in 1992 werd het de allereerste constructeur met de (voorloper van) een manueel/sequentieel bedienbare automaat (Switch-Tronic). In 1996 kwam het merk de elektrisch verwarmde katalysator, wat een stap vooruit betekende op vlak van de uitstoot van schadelijke gassen.
Op 10 maart 2022 kocht de BMW-groep Alpina. Zo zou het kleine merk meer zekerheid krijgen om in de toekomst te overleven en de uitdagingen in verband met duurzaamheid en elektrificatie te kunnen overbruggen.

## Modellen

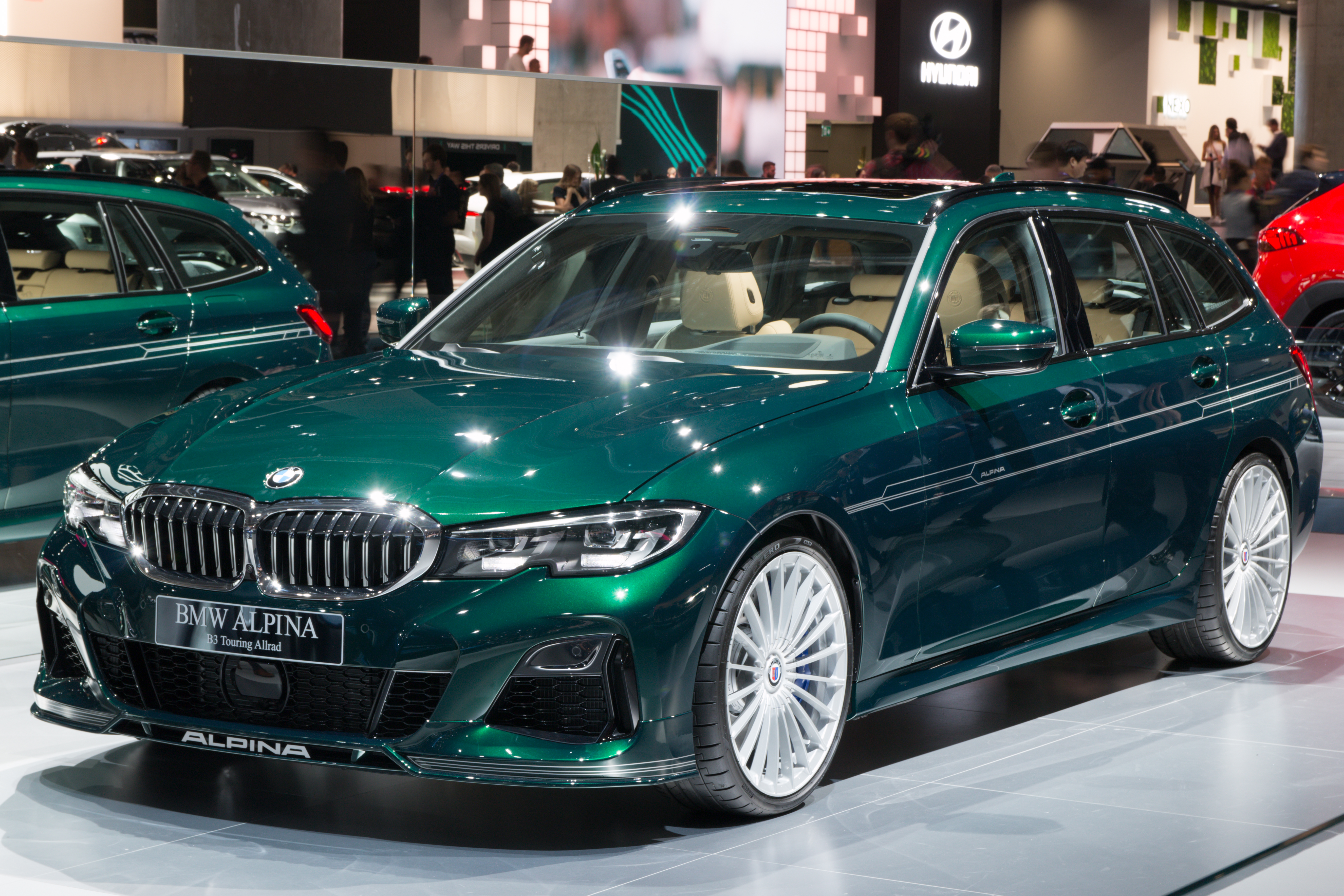
Alpina B3 Touring Allrad

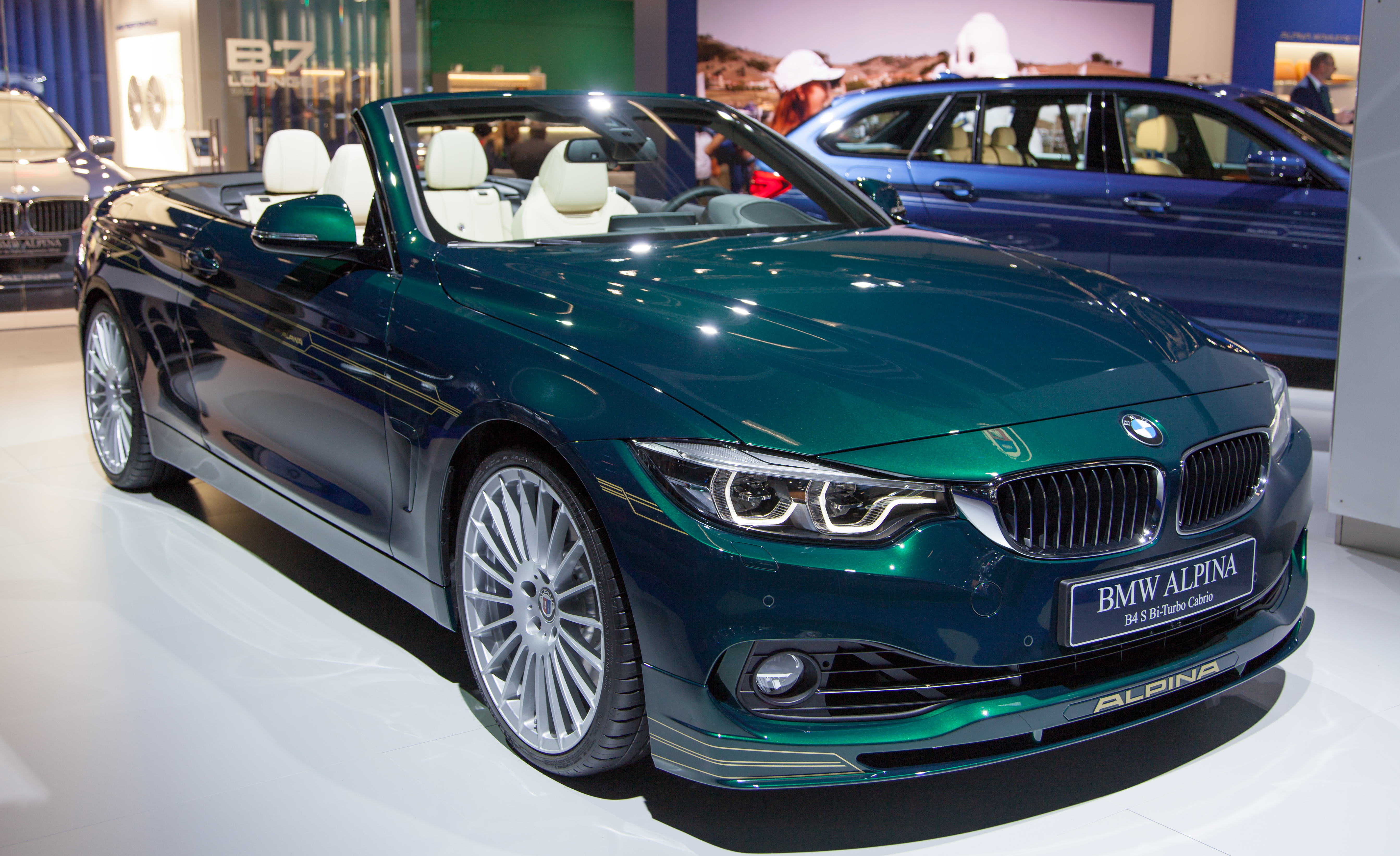
Alpina B4 S Bi-Turbo Cabrio

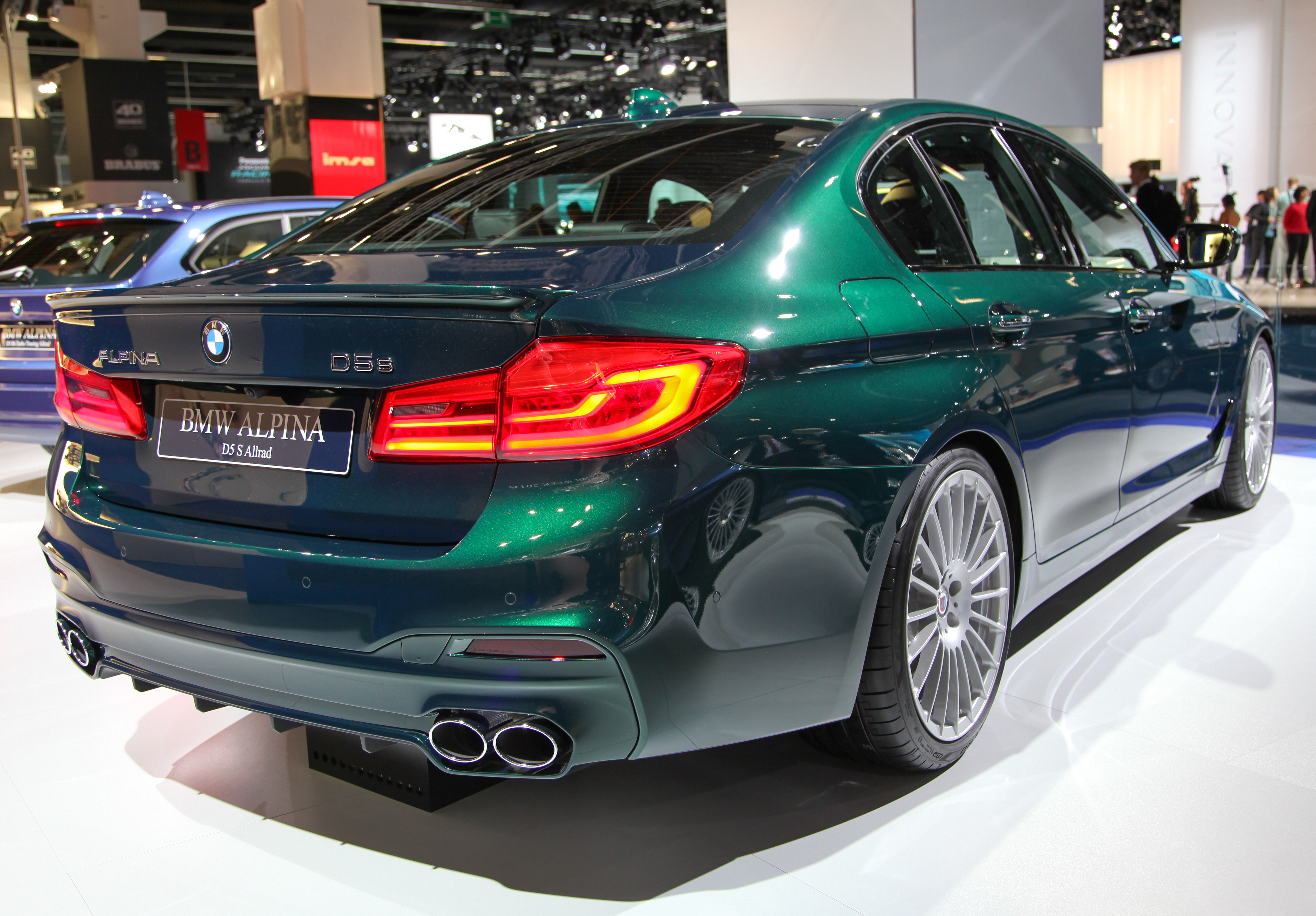
Alpina D5 S Allrad

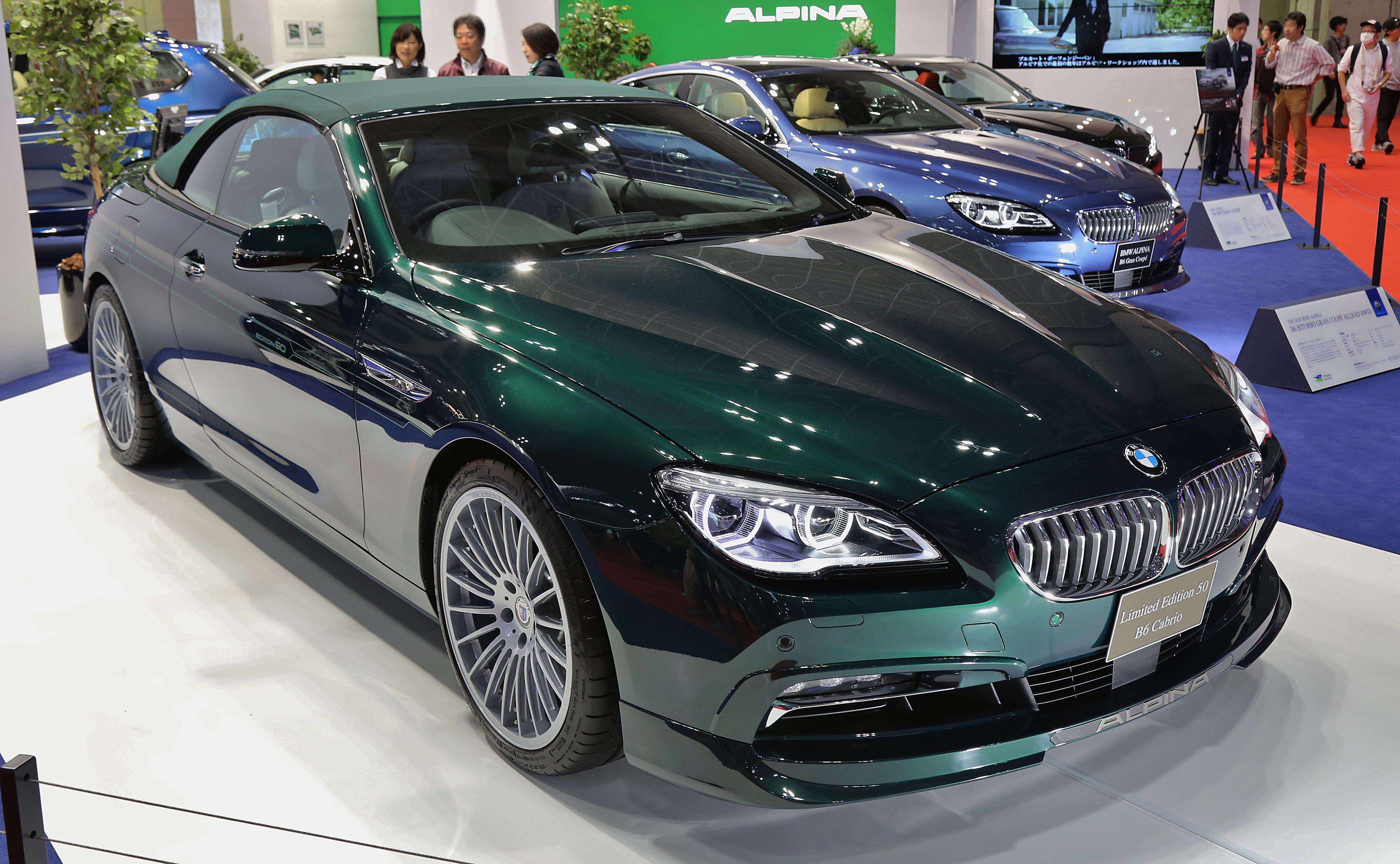
Alpina B6 Cabrio Edition 50

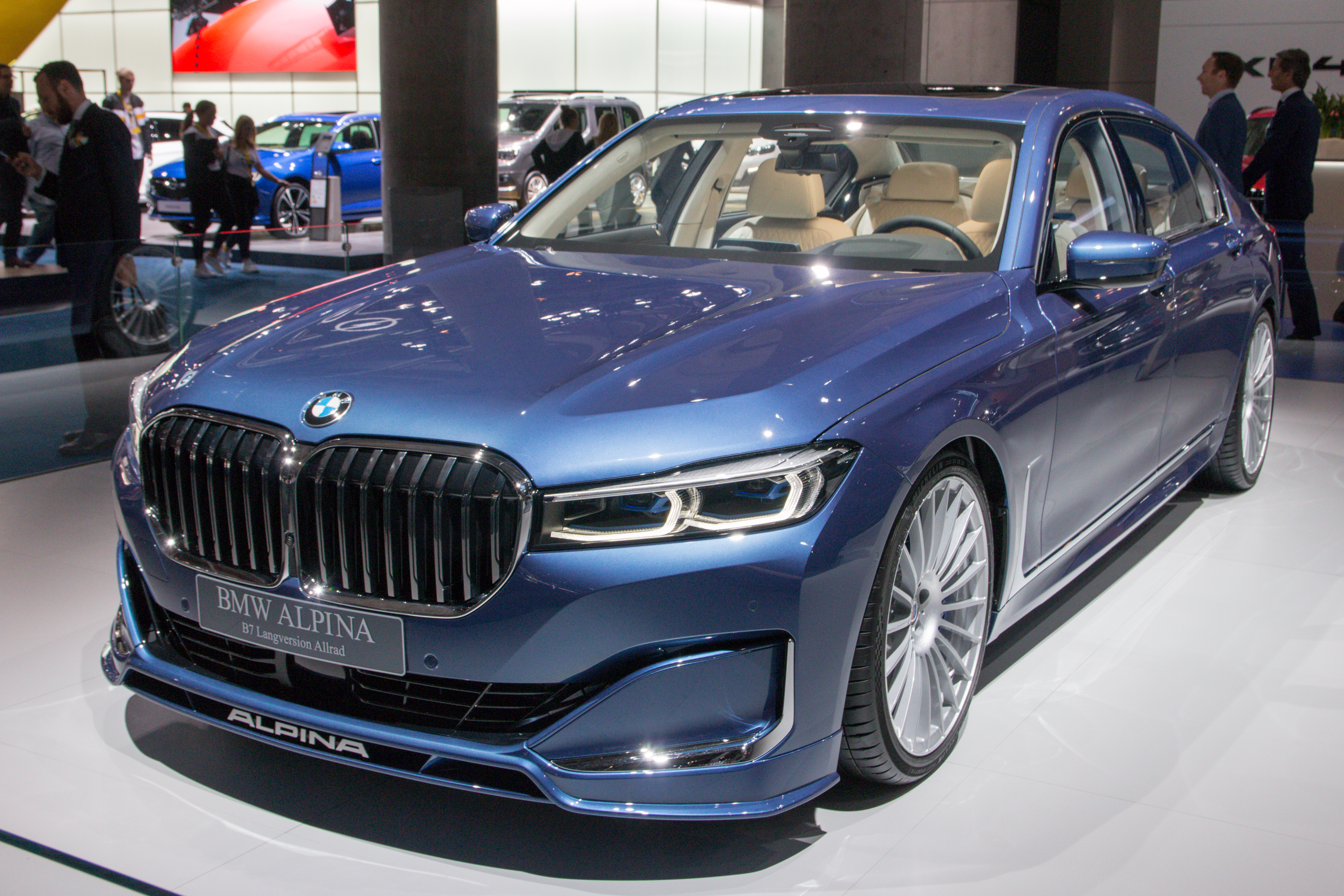
Alpina B7 Langversion Allrad

### Huidig
- BMW Alpina B3 Bi-Turbo (Sedan, Touring) - gebaseerd op de BMW 3-serie
- BMW Alpina B4 Bi-Turbo (Coupé, Cabriolet) - gebaseerd op de BMW 4-serie
- BMW Alpina B5 Bi-Turbo (Sedan, Touring) - gebaseerd op de BMW 5-serie
- Alpina B5 GT (gelimiteerd op 250 stuks) - gebaseerd op de BMW 5-serie
- BMW Alpina B7 Bi-Turbo - gebaseerd op de BMW 7-serie
- BMW Alpina D3 S Bi-Turbo (Sedan en Touring) - gebaseerd op de BMW 3-serie
- BMW Alpina D4 S Bi-Turbo (Coupé en Cabriolet) - gebaseerd op de BMW 4-serie
- BMW Alpina D5 S Bi-Turbo (Sedan, Touring) - gebaseerd op de BMW 5-serie
- BMW Alpina XD3 Bi-Turbo - gebaseerd op de BMW X3
- BMW Alpina XD4 Bi-Turbo - gebaseerd op de BMW X4
- Alpina XB7 - gebaseerd op de BMW X7
- Alpina B8 - gebaseerd op de BMW 8-serie

### Historisch
- BMW Alpina 2002 (gebaseerd op BMW 2002ti)
- BMW Alpina 2002tii (gebaseerd op BMW 2002ti)
- E28 BMW Alpina B7 Turbo
- E28 B9
- E24 BMW Alpina B7 Turbo coupe
- E24 B9
- E21 BMW Alpina C1
- E21 BMW Alpina B6
- E30 BMW Alpina B6
- E31 BMW Alpina B12 Coupé
- E32 BMW Alpina B11
- E34 BMW Alpina B10
- E34 BMW Alpina B10 BiTurbo
- E36 BMW Alpina B3
- E36 BMW Alpina B8
- E38 BMW Alpina B12
- E39 BMW Alpina B10
- E39 BMW Alpina D10
- E46 BMW Alpina B3
- E46 BMW Alpina B3s
- E60 BMW Alpina B5
- E60 BMW Alpina B5s
- E65 BMW Alpina B7 Supercharged
- E85 Alpina Roadster S
- E90 BMW Alpina B3 Bi-Turbo
- BMW Alpina B6 Bi-Turbo - gebaseerd op de BMW 6-serie F12
- Alpina i8 concept

- Gemeinsame Normdatei: 1075775302

Abt · AC Schnitzer · Alpina · ASI · ASI Green · Brabus · Carlsson · Edo Competition · FAB-Design · Gemballa · Hamann  · Hartge · Hofele · JE Design · Koenig Specials · Lotec · Lumma · Mamerow · Mansory · Manthey · MTM · MS design · Musketier · Nothelle · Novitec · Novitec Rosso · Novitec Tridente · Roock · RS-Tuning · TechArt · VH · Zender · Mazdaspeed · Mugen · Nismo · Abbes · Madeno Racing · Mathijssen Technics · Total Car Concept · Ohlsen Developments · Königseder · O.CT Tuning GmbH · Bronto · Lada Tool · Air Design · Lingenfelter · Abbott · Autodelta · Breyton · Rinspeed · Sportec